# عدسی چشمی

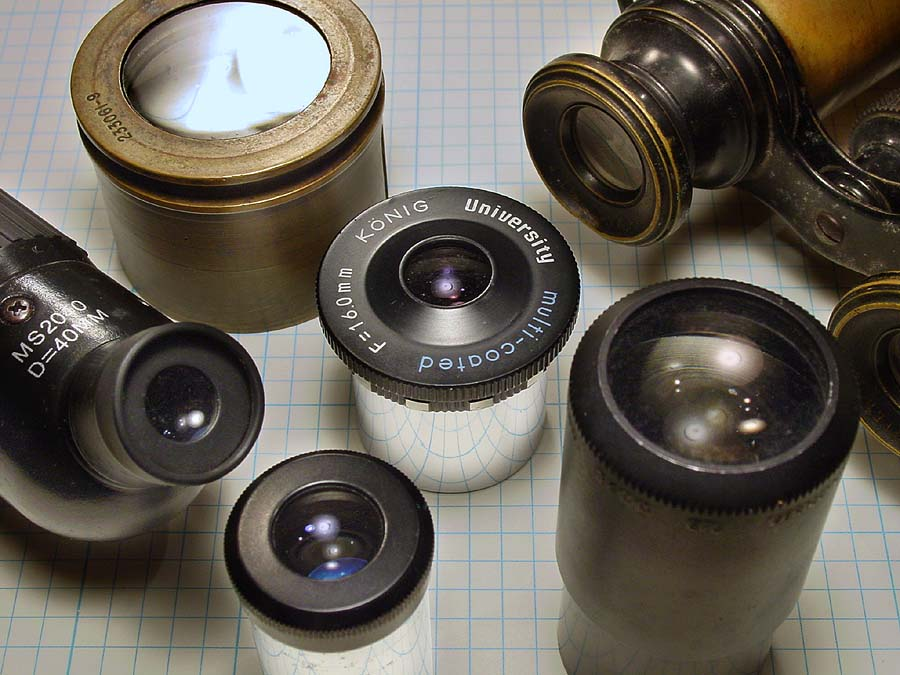
مجموعه‌ای از چشمی‌های متفاوت

 چشمی (به انگلیسی: Eyepiece) در یک ابزار نوری مانند میکروسکوپ یا تلسکوپ عدسی یا مجموعه‌ای از عدسی هاست که به عنوان یک سامانه اپتیکی مستقل به چشم بیننده نزدیکتر است و ناظر از طریق آن یا آن‌ها تصویر را می‌بیند.
عملکرد چشمی به این ترتیب است که برای چشم تصویری مجازی و معمولاً بزرگتر از تصویر معمولاً حقیقی ای که توسط عدسی شیئی در ابزارهایی مانند میکروسکوپ یا تلسکوپ در کانون آن تشکیل شده‌است به وجود می‌آورد.در این وضعیت چشم برای تطابق خود را طوری تنظیم می‌کند که انگار جسم دوباره از فاصله‌ای بسیار دور مورد مشاهده است که به این نوع پیکر بندی اپتیکی، سامانه بی‌کانون یا سامانهٔ اپتیکی با هم‌گرایی صفر می گویند و میزان بزرگنمایی کل ابزار نوری در این حالت به نسبت فاصله کانونی عدسی چشمی و شیئی بستگی دارد.
در تلسکوپ گالیله‌ای منسوب به گالیله چشمی قبل از تشکیل تصویر جایی قبل از صفحه کانونی قرار می‌گیرد و بنابراین هیچگونه تصویر حقیقی تشکیل نشده و چشمی تنها از ایجاد تصویر مجازی با کمک شیئی تلسکوپ بهره می برد. با این حال تمامی اصول اپتیکی برای سامانهٔ بی‌کانون هم در این ابزار مراعات می‌شود.
البته در عکاسی به روش بی کانون از چشمی‌های مخصوصی استفاده می‌شود که تصویری حقیقی را در فاصلهٔ محدود، روی صفحه تصویر جایی که فیلم یا سنسورهای حساس به نور قرار گرفته تشکیل دهند، در این روش می‌توان برای مقایسه تصور کرد که صفحه تصویر یا سنسور دریافت‌کننده نور مانند دستگاه بارجفت‌شده همان نقشی را دارد که شبکیهٔ چشم ناظر به عنوان آخرین سطح دریافت‌کننده نوری در دریافت تصویر نهایی با کمک ابزاری مانند تلسکوپ دارد.
در بهترین وضعیت مردمک خروجی چشمی و مردمک چشم ناظر همپوشانی دارند. البته در طراحی‌های قدیمی این نکته کمتر در نظر گرفته می شده و این بدان معنی است که مثلاً مقداری از نور دریافتی بعلت اینکه باریکهٔ خروجی نور در محدوده مردمک چشم قرار نداشته هرز می رفته به‌علاوه مردمک خروجی چشمی با یک فاصله جزئی از سطح آخرین عدسی قرار می‌گیرد و به این ترتیب بین مردمک چشم و مردمک خروجی اندکی فاصله رعایت می‌شود و چشم با کمک معمولاً یک حلقهٔ لاستیکی که برای حذف نور مزاحم اطراف به‌طور نا متقارن ساخته می‌شود در موقعیتی ثابت قرار می‌گیرد . علاوه بر آن، چشمی‌هایی که طراحی آن‌ها برای فاصله کانونی (تقریباً) ثابتی است دارای این قابلیت هستند که با تنظیم ظریف و جلو عقب کشیدن، خود را با چشم ناظرهای مختلف از قبیل کسانی که عینک طبی استفاده می‌کنند، مطابقت دهند.
طراحی یک چشمی علاوه بر آنچه که گفته شد ممکن است شامل اجزا تکمیلی دیگری باشد که کارایی آن را بهتر می‌کند و به‌طور مختصر گفته می‌شود:
- دیافراگم میدان دید: این قسمت برای محدود کردن میدان دید معمولاً در محل صفحه کانونی شیئی قرار می‌گیرد.
- رزوه فیلتر: این رزوه اضافی امکان جایگذاری فیلتر مناسب را برای حذف عمدی قسمتی از طول موجهای نور دریافتی در اختیار می گذارد.
- واشر جایگذاری: این واشر فلزی برای تعبیه اجزا چشمی کاملاً در قسمت داخلی از نظر پنهان می ماند و با کمک پیچ ظریف یا گیرهٔ حلقه‌ای بر جا محکم می‌شود. سطح بیرونی آن برخلاف سطح درونی کاملاً صاف است بطوری‌که هنگام تعویض دچار گرفتگی نمی‌شود.در ضمن سطح داخلی آن به رنگ تیره است که برای جذب نور مزاحم مناسب می‌باشد.